# گمینا جونوو
گمینا جونوو (به لهستانی:  Gmina Dziwnów) یک گمینا در لهستان است که در شهرستان کامینگ واقع شده‌است. گمینا جونوو ۳۷٫۹۱ کیلومتر مربع مساحت و ۴٬۱۴۸ نفر جمعیت دارد.